# Joseph Johann von Ferraris

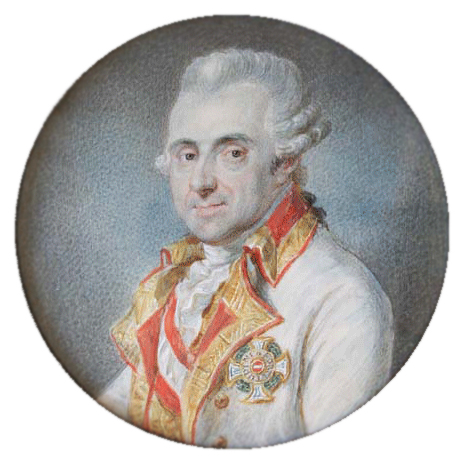
Porträt von Joseph Johann von Ferraris (1784)

Joseph Johann Graf von Ferraris (* 22. April 1726 in Lunéville; † 1. April 1814 in Wien) war kaiserlicher bzw. österreichischer Feldmarschall (1808), Kartograph der Österreichischen Niederlande und Freimaurer.

## Herkunft
Joseph Johann Graf von Ferraris war Sohn von Louis Graf von Ferraris (* 1685; † 1733) und dessen Gemahlin Anne-Thérèse de Fontette (* 20. September 1692 in Frouard; † 26. März 1754). Die Familie des Vaters stammte aus dem italienischen Piemont. Die Mutter stammte illegitim aus dem Hause Valois ab. Der Großvater ihres Großvaters, Henri de Valois de Fontette, war Sohn König Heinrich II. von Frankreich aus dessen Beziehung mit Nicole de Savigny de Fontette. Der Vater Louis Graf Ferraris stand im Dienste des Herzogs von Lothringen. Die Mutter war Hofdame der Herzogin. In Lunéville hat sich die Familie ein prächtiges Palais errichten lassen.

## Leben
Kaiserin Maria Theresia vermählte sich 1736 mit Franz I. Stephan Herzog von Lothringen.
Dieser ist dem alten Adelshaus von Saint-Rémy de Fontette, das aus dem gleichen Herzogtum Brabant stammte, eng vertraut gewesen. Der Geburtsort des späteren Kaisers des Heiligen Römischen Reiches ist Nancy, das nur 30 km von Lunéville entfernt liegt. Als er nach Wien zog, nahm er den erst 9-jährigen Ferraris, dessen Vater drei Jahre zuvor gestorben war, mit an den Wiener Kaiserhof. Joseph Johann Graf Ferraris wurde standesgemäß in Habsburgs Familienverband aufgenommen und kam als Edelknabe zur Kaiserin-Witwe Amalie. Er wurde freundlich behandelt, groß gezogen und erhielt eine Offiziersausbildung. Seine Bestlaufbahn war nicht zuletzt auf besonderem Vertrauen des Kaisers begründet. Graf Ferraris hat dieses nie enttäuscht und durch besondere Leistungen gerechtfertigt.
Im Sommer 1736 trat Ferraris als Page am kaiserlichen Hof in Wien in den Dienst von Kaiserin Amalia, der Witwe Kaiser Josephs I. Als solcher nahm Ferraris am Österreichischen Erbfolgekrieg teil und wurde am 17. Mai 1742 in der Schlacht bei Chotusitz sehr schwer verwundet, so dass er bereits als tot vom Schlachtfeld getragen wurde. Noch im selben Jahr wurde Ferraris wegen seiner Verwundung zum Hauptmann und 1750 zum Major befördert.
Seit Beginn des Siebenjährigen Kriegs kämpfte Ferraris an verschiedenen Kriegsschauplätzen. 1757 avancierte Ferraris zum Oberstleutnant und im darauffolgenden Jahr wurde er im Rang eines Obersts in das Infanterie-Regiment Carl Prinz von Lothringen versetzt. Mit diesem Regiment hatte Ferraris am 14. Oktober 1758 maßgeblichen Anteil an der Schlacht bei Hochkirch. Für diese Taten wurde Ferraris am 4. Dezember 1758 öffentlich belobigt und mit dem Maria-Theresien-Orden ausgezeichnet.
Am 3. November 1760 kämpfte Ferraris in der Schlacht bei Torgau und wurde dafür Anfang 1761 zum Generalmajor befördert. 1763, nach Beendigung des Siebenjährigen Kriegs war Ferraris in der kaiserlichen Militärverwaltung tätig. 1767 berief ihn Kaiser Joseph II. zum Director der Artillerie in den Österreichischen Niederlanden und 1775 wurde Ferraris als Gouverneur nach Dendermonde (Ostflandern) geschickt. Als im Oktober 1789 die Brabanter Revolution ausbrach, war Ferraris maßgeblich an deren Niederschlagung beteiligt.
1784 wurde Ferraris zum Feldzeugmeister befördert und nahm in den folgenden Jahren an mehreren Schlachten der Koalitionskriege teil. Für seine Tapferkeit in den Schlachten von Famars und Valenciennes (Nord-Pas-de-Calais) wurde er dafür mit dem Kommandeurkreuz des Marie-Theresien-Ordens ausgezeichnet. In dieser Zeit war Friedrich Karl von Fürstenwärther, ein aus dem pfalz-bayerischen Herrscherhaus Wittelsbach abstammender Freiherr, sein persönlicher Adjutant. 1773 wurde Ferraris Generalleutnant und 1807 zum Geheimrat und Feldmarschall ernannt.
Mit Wirkung vom 27. August 1793 berief Kaiser Franz II. Ferraris stellvertretenden Vorsitzenden der k.k. Hofkriegsrat. Im Oktober desselben Jahres verließ Ferraris die Armee und widmete sich nun der Erstellung exakter Karten des österreichischen Kaiserreichs.
Er leitete die erste topographische Aufnahme der österreichischen Niederlande. Die nach ihm benannte Ferraris-Karte (in 25 Blättern), die sich an César François Cassinis Karte von Frankreich anschließt, wurde 1777 fertiggestellt und in einem feierlichen Akt Kaiser Franz II. überreicht.
Da Ferraris durch die politischen Ereignisse der Koalitionskriege seine gesamten Güter in Lothringen verloren hatte, entschädigte ihn der Kaiser durch die Übereignung von St. Hubert in Noord-Brabant. In dieser Übereignung war auch das Erbrecht festgeschrieben, da es Kaiser Franz II. ein persönliches Anliegen war, Ferraris einziger Tochter später ebenfalls ein Anrecht auf St. Hubert zu verschaffen.
Im Alter von 88 Jahren starb Feldmarschall Joseph Johann von Ferraris am 1. April 1814 in Wien.

## Familie
Ferraris heiratete Henriette d’Ursel, eine Tochter des Herzogs Charles d’Ursel. Das Paar hatte die Tochter Maria Wilhelmine (* 3. September 1780). Diese heiratete am 6. Mai 1799 den Feldmarschall-Lieutenant Franz Graf Zichy-Ferraris.

## Werke
- Ferraris-Karte der Österreichischen Niederlande, Carte chorographique des Pays-Bas Austrichiens. Impr. Royale, Bruxelles ca. 1777 urn:nbn:de:hbz:061:1-77747 (Digitalisierte Ausgabe der Universitäts- und Landesbibliothek Düsseldorf).